# الجرف (نهم)

تعديل مصدري - تعديل

الجرف هي إحدى قرى عزلة عيال صياد بمديرية نهم التابعة لمحافظة صنعاء، بلغ تعداد سكانها 292 نسمة حسب تعداد اليمن لعام 2004.